# Nyikolaj Matvejevics Tatarinov
Nyikolaj Matvejevics Tatarinov, oroszul: Николай Матвеевич Татаринов (Leningrád, 1927. december 14. – Szentpétervár, 2017. május 29.) olimpiai ezüstérmes szovjet-orosz öttusázó.

## Pályafutása
Az 1960-as római olimpián csapatban ezüstérmes, egyéniben hatodik lett.

## Sikerei, díjai
- Olimpiai játékok
  - ezüstérmes: 1960, Róma